# Agrostis scabriuscula
Agrostis scabriuscula é uma espécie de gramínea do gênero Agrostis, pertencente à família Poaceae.